# LCG LE
LCG LE (англ. Land Capability Group of Land Engengement) — Група з розвитку спроможностей ведення наземного бою, є одною з груп 2-го рівня у складі NAAG (Групи НАТО з питань озброєнь сухопутних військ, AC/225) CNAD (Конференції національних директорів озброєнь).

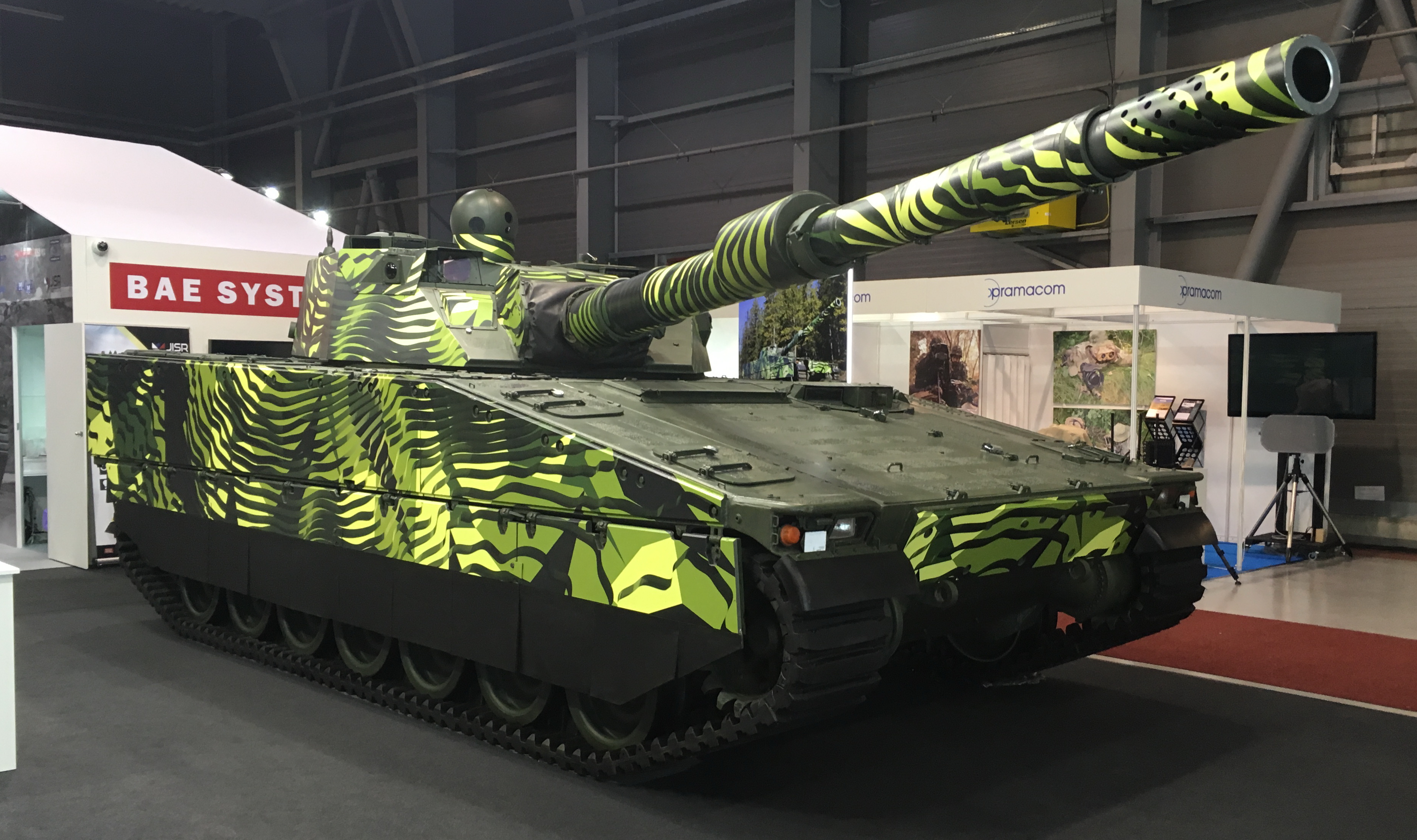

Місією LCG LE є сприяння багатонаціональному співробітництву держав-членів НАТО та країн-партнерів щодо забезпечення взаємосумісності автомобільної та бронетанкової техніки сухопутних військ в інтересах підвищення ефективності сил НАТО в усьому спектрі поточних та майбутніх операцій Альянсу.
LCG LE взаємодіє з іншими групами 2-го рівня NAAG, асоціацією MILVA, бере участь у процесі оборонного планування НАТО (NDPP). 
Пленарні засідання LCG LE проводяться двічі на рік.

## Структура та діяльність LCG LE

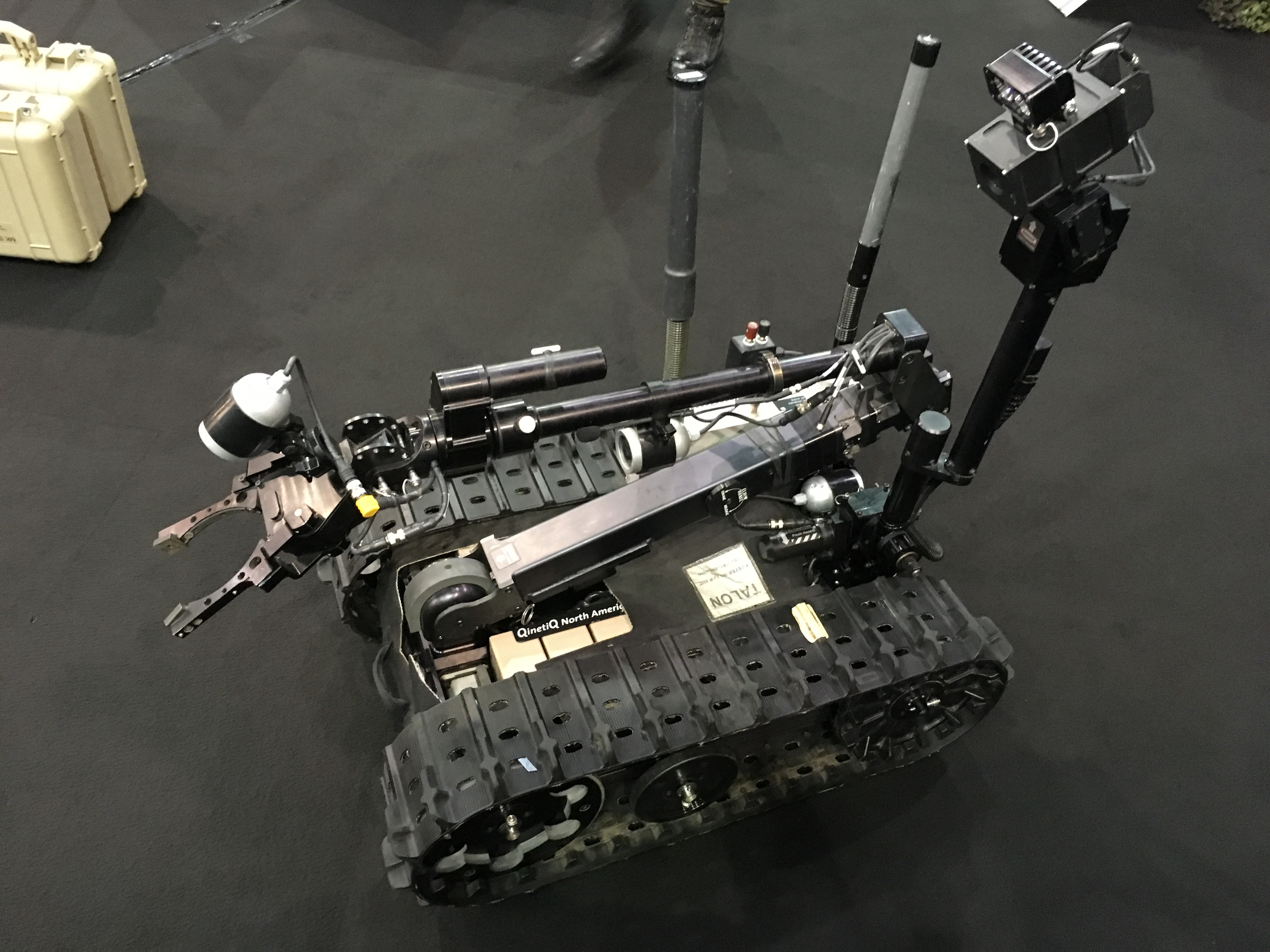
Безекіпажна платформа (UGV)

У складі LCG LE існує широка мережа команд експертів (англ. Team of Experts, ToE), які діють на постійній або тимчасовій основі.
Відповідні експертні спільноти, з урахуванням отриманого Альянсом досвіду, аналізують, уточнюють, розробляють та поновлюють стандарти НАТО у сфері автомобільної та бронетанкової техніки, сприяють реалізації багатонаціональних проектів.
Зокрема, до сфери відповідальності експертів LCG LE відноситься загальна архітектура транспортних засобів NGVA, що запроваджена стандартом НАТО STANAG 4754 та детально описана в настанові AEP-4754, також LCG LE відповідає за STANAG 4569.

### Експертні команди LCG LE
- Команда експертів з пасивного захисту (англ. ToE Passive Protection), відповідає за  STANAG 4569 Ed.4[6];
- Команда експертів з активного захисту;
- Команда експертів з безекіпажних платформ (англ. ToE UGV)[6][8];
- Команда експертів з питань вогнезахисту.